# ぼくの家庭教師
『ぼくの家庭教師』（ぼくのかていきょうし）は、師走冬子による日本の4コマ漫画作品。
『まんがライフ』（竹書房）において、2002年8月号から2004年9月号まで連載された。単行本は全1巻。著者の作品では、本作品が初完結作である。「ぼくのカテキョ」とも。
普通ではない家庭教師が巻き起こす混乱と、その中での登場人物たちの成長や変化と恋愛模様、そして自分の将来を考え決めていく様子などが描かれる。

## あらすじ
川端幹夫は高校2年生。ある日、母親が勝手に家庭教師の派遣契約を結んでしまい、大学生の四条なつみがやって来る。彼女は初対面時から「隠しごとはしないでほしい」と突然本棚を漁り、隠しておいた「青少年に有害な本」を発見したり、その本のラインナップに家庭教師ものが含まれていないからと憤るなどは一風変わっていた。彼女はあだ名をつけるのが好きで、幹夫を「ミッキー」と命名し隣家に住んでいる、ミッキーの幼馴染の安藤さやも、なつみ先生によって「豆ちゃん」と命名されてしまう。

## 主な登場人物
四条なつみ（しじょう なつみ）／なつみ先生
主人公の大学生。ミッキーの家庭教師として、月曜と木曜の週2回通ってきている（本記事では以下「なつみ先生」とする）。美人で格好良く、勉強やスポーツなども万能。しかし、性格はかなり奇想天外。教え子のミッキーの試験のために、ダイナマイトを用いた学校の爆破や、担当教師を色仕掛けで誘惑することなど、授業以外の方向の対策をすぐ計画してしまう。実際に担当教師を酔い潰して試験を中止に追い込んだことも。腕っぷしも強く、絡んできたチンピラ程度なら撃退可能。自分の美貌には自信があり、「セクシー家庭教師っぽい服装」を探求するなど、研鑚に余念が無い（実際に、美人かつセクシーさを強調して描かれている）一方で、クーラーが壊れれば「ジャングルで勉強」と称して皆で熱帯のイメージの服装をしたりなど、変に前向きなところもある。家庭教師としての責任感はあるらしい。
ミッキーは「世界一カッコイイ」と思っている。但し、静に言わせれば「唯一の欠点は性格と男の趣味だ」とのこと。うさぎとウミウシでは、ウミウシの方が好き。家庭教師として教えるのはミッキーが初めて。人の名前が憶えられないため、初対面ですぐに勝手に愛称をつけ、永続的にその愛称を使い続ける。両親を早くに亡くし天涯孤独である。さやのような妹が欲しかったと寂しそうに発言したことも。大酒呑み。目が覚めると何故か国会議事堂の前にいたり、公園の噴水に沈んでいたりする。眼鏡にはこだわりがあり、色々な種類のものを持っている。
川端幹夫（かわばた みきお）／ミッキー
高校2年生。なつみ先生には「ミッキー」、さやには「みーくん」と呼ばれている。母親が勝手に家庭教師の契約をした際には反発をしたが、いざなつみ先生が来るようになってみると、その魅力（?）の虜になってしまった。しかし、本人にはなかなか告白できない。さやの自分への想いには全く気付いていない。自分へのバレンタインチョコがかなり気合いの入ったものであるにもかかわらず、それが義理であると解釈して疑わない鈍感さ。なつみ先生が風邪で体調を崩した際に、自分だけでは大した看病ができなかったことがきっかけで、医者を志す。
安藤さや（あんどう さや）
中学2年生。ミッキーの隣家に住む幼馴染。身長138cm。なつみ先生の「［あんどう さや］→［さや あんどう］→［さやえんどう］→［豆］」という連想に基づき、「豆ちゃん」と呼ばれるようになる。他の登場人物からは当初は本名で呼ばれていたが、本人の意に反し、いつの間にか全員から豆ちゃんと呼ばれるようになってしまう。ミッキーのことが好きだが、なかなか告白できず、気付いてももらえない。ミッキーがなつみ先生を好きらしいことを察知し、なつみ先生を恋敵とみなしているがそんなに仲が悪いわけではない。料理が得意で、ミッキーのために夜食を作ってきたり、皆で紅葉狩りの際には全員の弁当も用意した。ミッキーが医者を志していることを知ったため、看護婦を志す。
川端雪夫（かわばた ゆきお）
ミッキーの兄。検事。なつみ先生には「ユッキー」と呼ばれている。ブラコンでミッキーとさやを結婚させ、自分も含めた3人で暮らすのが夢。なつみ先生を、ミッキーに害をなす「毒婦」と敵視している。普段はクールな表情を演じているが、ミッキーのこととなると顔が極端にほころぶ。
透野静（とおの しずか）
なつみ先生の友人で、中学校時代の同級生。モデル。身長176cm。女性だが、なつみ先生のことが好きで、ミッキーをライバル視している。モデルという職業に就いたのは、なつみにそう言われたため。なつみに名前を憶えてもらうために、中学3年間、首から大きな名札をかけた状態で過ごした。
川端由宇子（かわばた ゆうこ）
ミッキーの母親。なつみ先生に勝るとも劣らない奇想天外な性格。なつみ先生が実の息子につけた「ミッキー」というニックネームを聞き、「もっと変な名前に」と要望したり、明日試験があると聞けば、カンニングペーパーを内蔵したお守りを渡すなど。連載中は名前が設定されておらず、連載終了後に「由宇子」と決定された。

## 書誌情報
- 師走冬子『ぼくの家庭教師』 竹書房〈バンブーコミックス〉、単巻
2004年8月27日発行（2004年7月27日発売） ISBN 4-8124-6008-5）
- 師走冬子『ぼくの家庭教師 完全版』 竹書房〈バンブーコミックス〉、単巻
2013年8月9日発行（2013年7月26日発売） ISBN 978-4-8124-8360-2）